# Globicornis vaulogeri
Globicornis vaulogeri is een keversoort uit de familie spektorren (Dermestidae). De wetenschappelijke naam van de soort werd in 1900 gepubliceerd door Maurice Pic.